# Ruhango (distrito)
Ruhango é um dos sete distritos da Província do Sul, no Ruanda. Sua capital é a cidade de Ruhango.

## Setores
Ruhango está dividido em 9 setores (imirenge): Bweramana, Byimana, Kabagari, Kinazi, Kinihira, Mbuye, Mwendo, Ntongwe e Ruhango.